# Драман Траоре
Драма́н Траоре́ (фр. Dramane Traoré; нар. 17 червня 1982 року, Бамако, Малі) — малійський футболіст, що грає на позиції нападника.

## Титули і досягнення
- Володар Кубка Росії (1):

«Локомотив» (Москва): 2006-07
- Володар Суперкубка Росії (1):

«Локомотив» (Москва): 2008
- Чемпіон Тунісу (1):

«Есперанс»: 2010-11
- Володар Кубка Тунісу (1):

«Есперанс»: 2010-11